# Liste der Bodendenkmäler in Schirmitz
Auf dieser Seite sind die Bodendenkmäler in der Oberpfälzer Gemeinde Schirmitz zusammengestellt. Diese Tabelle ist eine Teilliste der Liste der Bodendenkmäler in Bayern. Grundlage ist die Bayerische Denkmalliste, die auf Basis des Bayerischen Denkmalschutzgesetzes vom 1. Oktober 1973 erstmals erstellt wurde und seither durch das Bayerische Landesamt für Denkmalpflege geführt wird. Die folgenden Angaben ersetzen nicht die rechtsverbindliche Auskunft der Denkmalschutzbehörde.

## Bodendenkmäler der Gemeinde Schirmitz

### Bodendenkmäler in der Gemarkung Schirmitz
| Lage                 | Objekt | Akten-Nr.     | Bild |
| -------------------- | --- | ------------- | ---- |
| Schirmitz (Standort) | Archäologische Befunde und Funde im Bereich der ehemalige Katholischen Pfarrkirche St. Jakobus in Schirmitz, darunter die Spuren von Vorgängerbauten bzw. älteren Bauphasen. Siehe auch: St. Jakobus (Schirmitz) | D-3-6339-0036 |      |
| Schirmitz (Standort) | Archäologische Befunde und Funde im Bereich des ehemaligen Hofmarkschlosses Schirmitz. Siehe auch: Schloss Schirmitz                                                                                             | D-3-6339-0037 |      |